# Yuki Kodama
Ne doit pas être confondu avec Yūki Kodama.
Pour les articles homonymes, voir Kodama (homonymie) et Yuki Kodama (homonymie).
小玉 ユキ
Œuvres principales
- Kids on the Slope

Yuki Kodama (小玉 ユキ, Kodama Yuki) est une mangaka japonaise née le 26 septembre à Sasebo dans la préfecture de Nagasaki, au Japon.

## Biographie
Yuki Kodama est née le 26 septembre à Sasebo dans la préfecture de Nagasaki, au Japon,.
Elle se fait connaître par la série Kids on the Slope qui raconte l’amitié de deux lycéens japonais, le sérieux Kaoru et le rebelle Sentaro, dans les années 1960 : bien que tout semble les opposer, ils aiment se retrouver dans l’arrière-boutique d’un disquaire pour jouer du jazz, un plaisir qui fait naître une amitié non-dite ; en 2011, la série obtient le prix Shōgakukan en catégorie « général ».
En 2017, elle publie Chiisako Garden, une nouvelle œuvre reposant également sur des non-dits. Elle y ajoute un nouveau chapitre[Lequel ?] paru en août 2019 dans le magazine de prépublication Flowers. Les éditions Vega en propose une publication en français avec une traduction des textes par Ryoko Akiyama,.
En 2018, elle débute la publication de The Blue Flowers and The Ceramic Forest.

## Œuvre

### Manga
- 2007 :
  - Hagoromo Mishin (羽衣ミシン?), pré-publié dans le magazine  Flowers ; 1 volume chez Shogakukan[BU 1].
  - Hikari no Umi (光の海?), pré-publié dans le magazine  Flowers ; 1 volume chez Shogakukan[BU 2].
  - Kids on the Slope (坂道のアポロン, Sakamichi no Apollon?), pré-publié dans le magazine  Flowers ; 9 volumes chez Shogakukan[BU 3]. En 2012, le manga est adapté en série d'animation. Le manga est publié en France par l'éditeur Kaze.
- 2008 :
  - Kodama Yuki Tanpenshuu (小玉ユキ短編集?), pré-publié dans les magazines Be Love Parfait, Cutie Comic, Flowers et Vanilla ; 2 volumes chez Shogakukan[BU 4].
- 2012 :
  - Tsukikage Baby (月影ベイベ?), pré-publié dans le magazine  Flowers ; 9 volumes chez Shogakukan[BU 5].
  - Sakamichi no Apollon - Bonus Track (坂道のアポロン BONUS TRACK?), pré-publié dans le magazine  Flowers ; 1 volume chez Shogakukan[BU 6].
- 2017 :
  - Chiisako Garden (ちいさこの庭, Chiisako no Niwa?), pré-publié dans le magazine  Flowers ; 1 volume chez Shogakukan[5],[BU 7]. Le manga est publié par l'éditeur Vega en 2019.
- 2018 :
  - Ao no Hana Utsuwa no Mori (青の花 器の森, The Blue Flowers and The Ceramic Forest?), pré-publié dans le magazine  Flowers ; 10 volumes (terminé) chez Shogakukan[BU 8]. Le manga est publié en France chez Mangetsu.
  - Housekibako Kodama Yuki Yomikiri Shyu (宝石箱　小玉ユキよみきり集?), pré-publié dans le magazine  Flowers, Vanilla et Yawaraka Spirits ; 3 volumes (en cours) chez Shogakukan[BU 9].
- 2022 : 
  - Ōkami no Musume (狼の娘), pré-publié dans le magazine Flowers ; 2 volumes (en cours)

### Collectif
- 2006 :
  - Watashi no Kekkonshiki! (私の結婚式!?) ; 1 volume chez Asuka-Shinsha[BU 10].
- 2009 :
  - Flowers Garden - Mou Ichidou Aitai Neko (flowers Garden もういちど逢いたい猫?) ; 1 volume chez Shueisha[BU 11].

### ArtBook
- 2012 : 
  - Sakamichi no Apollon - Official Fan Book (坂道のアポロン Official Fan Book?) ; 1 volume chez Shogakukan[BU 12].